# 亞撒

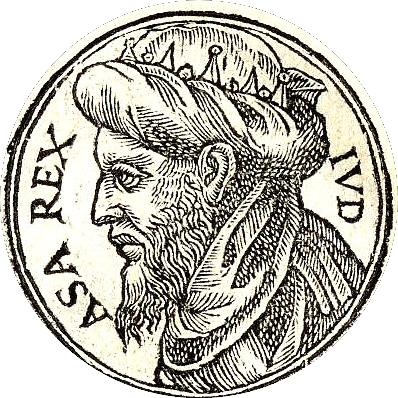
亞撤

亞撒（希伯來語：‎，前930年—前870年）天主教譯為阿撒，是古代中東國家南猶大王國的第三任君主。他的父親是亞比央（列王紀上15:8）。王后是示利希的女兒阿蘇巴（Azubah）。

## 登年早期
亞撒在位的年期，目前歷史上有兩種講法：
1. 費毅榮（英语：Edwin R. Thiele）認為是從前911年到前870年；
2. 威廉·奧爾布賴特（英语：William F. Albright）認為是從前913年到前873年。

## 聖經相關章節
- 《列王紀上》第15章9-23節
- 《歷代志下》第14–16章